# Relations entre l'Indonésie et la Syrie
 (février 2024).
Si vous disposez d'ouvrages ou d'articles de référence ou si vous connaissez des sites web de qualité traitant du thème abordé ici, merci de compléter l'article en donnant les références utiles à sa vérifiabilité et en les liant à la section « Notes et références ».
Les relations entre l'Indonésie et la Syrie sont les relations internationales entre la république d'Indonésie et la République arabe syrienne. Les relations diplomatiques entre les deux pays ont été établies en 1949. L'Indonésie dispose d'une ambassade à Damas, et la Syrie d'une ambassade à Jakarta.
Pendant la Révolution nationale indonésienne, la Syrie est l'une des premières nations à soutenir la lutte indonésienne pour l'indépendance. En 1947, le représentant permanent de la Syrie auprès des Nations unies, Fares al-Khoury, avait poussé la « question indonésienne » à être discutée au Conseil de sécurité des Nations unies . Les relations diplomatiques officielles ont été établies en 1949 après la reconnaissance de l'Indonésie par l'Assemblée générale des Nations unies.
Le président indonésien Suharto s'est rendu en Syrie en octobre 1977. Les Premiers ministres syriens Mahmoud Zuabi se sont rendus en Indonésie et Muhammad Naji al-Otari en juin 1997 et en janvier 2009 respectivement.